# Виенски кръг
Виенският кръг e философски кръг, обединяващ около 30 учени от Виенския университет, работещи в естествените и социалните науки и математиката. Те се срещат редовно във Виена между двете световни войни, за да обсъждат философски проблеми. Кръжецът им е наречен на Ернст Мах.
Виенският кръг публично се появява за първи път през 1929 г. с публикуването на своя манифест „Научното схващане за света: Виенският кръг“ (Карнап, Хан и Нойрат, 1929).
Емпиризмът, ориентацията към науките и точната математическа методология си остават същностните черти на Виенския кръг.
В центъра на това модерно движение е т. нар. Кръжок на Шлик – дискусионна група, организирана през 1924 г. от професора по физика Мориц Шлик. Към този вътрешен кръг принадлежат Фридрих Вайсман, Херберт Файгъл, Рудолф Карнап, Ханс Хан, Филип Франк, Ото Нойрат, Виктор Крафт, Карл Менгер и Едгар Цизел. Този дискусионен курс е плуралистичен и отдаден на идеалите на Просвещението. Стремежът, който го обединява, е философията да стане научна с помощта на модерната логика на базата на науката и всекидневния опит.